# Wiesbach (Lech, Landsberg am Lech)
Der Wiesbach ist ein Bach im bayerischen Landkreis Landsberg am Lech.

## Verlauf
Der Wiesbach entspringt in der Gemeinde Fuchstal bei der Einöde Weldermühle aus einem Quellgebiet mit vielen im 17. Jahrhundert angelegten Teichen, vereinigt sich am Ortsrand Leeder mit dem aus Aschtal kommenden Schmidbach und dem aus Richtung Denklingen kommenden Hummelbach. Der Wiesbach fließt von dort westlich am Ort Asch vorbei durch Unterdießen und Ellighofen. Kurz vor dem Gut Mittelstetten wendet sich der Bach ostwärts in ein begradigtes Bett. Nachdem er eine aufgelassene Turbinenanlage passiert, speist er an der B17 einen Fischteich, ehe er weiter nach Osten in einen weiteren, direkt an der Lechstaustufe 14 gelegenen Teich mündet. Von dort wird er geradeaus nach Norden geführt und mündet unterhalb der Lechstaustufe 14 – Pitzling bei Flusskilometer 89 in den Lech.